# Sharon Wardle

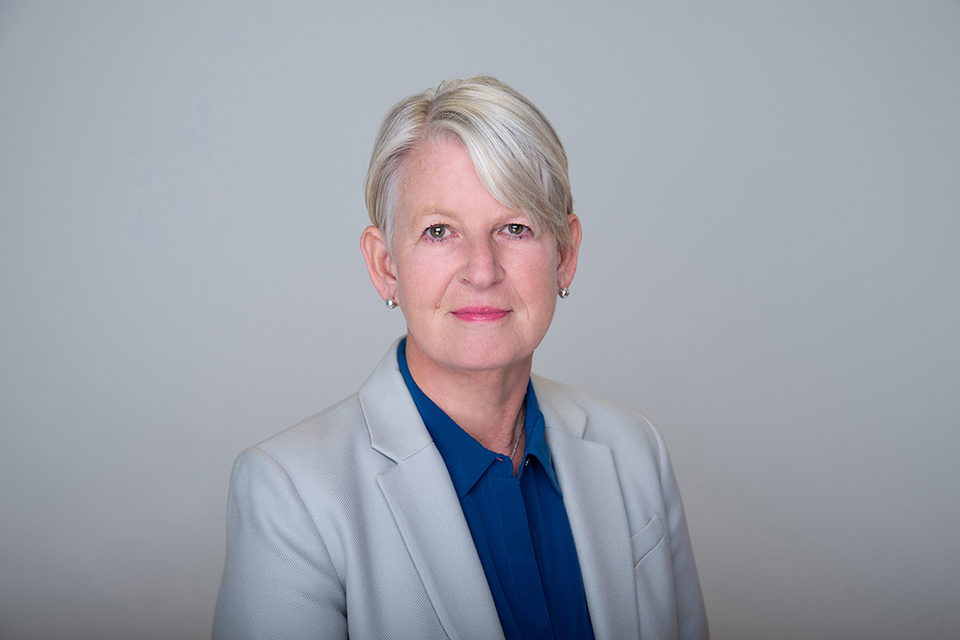
Sharon Wardle (2020)

Sharon Anne Wardle (* 2. März 1965) ist eine britische Diplomatin.

## Leben
Sharon Wardle trat 1985 in den Dienst des britischen auswärtigen Dienst, dem Foreign and Commonwealth Office (FCO), ein.
Im Juli 2017 war sie von der Regierung Theresa May als Botschafterin nach dem westafrikanischen Gambia entsandt worden, sie löste Colin Crorkin ab. In ihrer Amtszeit trat Gambia im Februar 2018 unter der Regierung Barrow wieder in dem Commonwealth ein, so dass ihr Status als Botschafterin sich in einer Hochkommissarin änderte (Gambia trat unter der Regierung Jammeh 2013 aus dem Commonwealth aus). Seit 2021 ist sie Botschafterin in Algerien.

## Familie
Sie ist verheiratet mit Peter Millman.